# Odeur (village)
Pour les articles homonymes, voir Odeur (homonymie) et Elderen.
 (décembre 2014).
 (novembre 2008).
Si vous disposez d'ouvrages ou d'articles de référence ou si vous connaissez des sites web de qualité traitant du thème abordé ici, merci de compléter l'article en donnant les références utiles à sa vérifiabilité et en les liant à la section « Notes et références ».
 (juillet 2013).
- Si vous ne connaissez pas le sujet, laissez ce bandeau (vous pouvez alors contacter les auteurs).
- Si vous supprimez le contenu mis en cause (vous pouvez préalablement contacter les auteurs),

argumentez précisément cette suppression dans la page de discussion
(un manque de référence n'est pas un argument ; une recherche réelle de référence doit avoir été effectuée, être formellement documentée).
Odeur (en néerlandais Elderen, en wallon Ôdeu) est une section de la commune belge de Crisnée située en Région wallonne dans la province de Liège.
C'était une commune à part entière avant sa fusion en 1964 avec Fize-Marchal, Kemexhe, Thys et Crisnée pour former une nouvelle entité de Crisnée

## Géographie

### Généralités
Odeur est situé au nord de la route nationale 3, à 14 km au nord-ouest de Liège, 13,5 km de Waremme, 7 km de Tongres et à 10 km de Hollogne-aux-Pierres, limité par la N614 et la N3. Son ancien territoire de 270 hectares confine aux villages de Villers-l'Évêque, Kemexhe, Crisnée et Herstappe. Aujourd'hui, il touche les communes d'Awans et de Tongres ; par son appartenance à l'entité de Crisnée, il voisine avec Oreye et Remicourt.(HER)

### Topographie du village
Les limites de l'ancienne commune sont de forme presque rectangulaire ; toutefois, un cap se détache au nord qui rattache Odeur plus intimement à Herstappe et aux terres de Villers-l'Évêque, dites elle mere de Naveroule qui dépendaient anciennement de la cour d'Odeur.
Plusieurs routes ont servi de limites à la seigneurie, puis au village :
- à l'extrême nord, la vôye di Frére ou Franchoise, voie qui gagnait directement Maastricht, formant limite entre les provinces de Liège et de Limbourg, et la vôye di Vilé ;
- à l'ouest, la Chaussée-verte qui mène de Tongres à Marche-en-Famenne et Arlon (ou vers Bavay, selon certains).
- le nord du territoire était coupé par l'ancienne grand-route qui allait de Liège à Saint-Trond ou voie réale qu'empruntaient en carrosse les princes-évêques de Liège et qui est devenue un chemin de campagne depuis la création, au sud, vers 1718, de la pavêye de Liège à Bruxelles ;
- au sud encore, le village était séparé de Kemexhe par un chemin creux, la vôye di Wèstâ, jadis route directe qui allait de Villers-l'Évêque à Fize-le-Marsal.

Le territoire appartient au bassin du Geer et suit une pente orientée sud-nord. Le point culminant (147 mètres) est à l'extrême sud, aux confins d'Odeur, de Kemexhe et de Villers-l'Évêque. Son point le plus bas (119 mètres) se situe en face du bassin d'orage de Crisnée. L'église mesure 139 mètres.
L'agglomération principale se trouve vers le centre du territoire. Un chemin circulaire autour d'une grande mare aujourd'hui comblée forme la place communale bordée des principales fermes.
La création de la grand-route de Liège à Bruxelles (la N3) a donné naissance à un nouveau quartier ; tandis que sur cette même route, en direction de Liège, aux confins de Villers-l'Évêque, des habitations isolées forment le hameau dit â Bouhon.
(HER) (CHR.LM)

### La grand-route
Il y eut d'abord la chaussée, l'actuelle Chaussée-Verte, construite par les Romains au Ier siècle, et qui menait de Cologne à Arlon et Bavai en passant par Tongres, Kemexhe et Huy. Il y eut ensuite la voie royale des princes-évêques qui allait de Liège à Looz et passait au nord du village. Au sud, il en existait deux venant de Liège : l'une menant vers Hannut et l'autre montant la côte d'Ans allait vers Waremme.
Au temps des États de Liège et du prince-évêque Joseph-Clément de Bavière, les « sieurs Des Brassinnes, Avocat et Paquay, de Beine, furent chargés d'élaborer les plans d'une nouvelle chaussée de Liège à Bruxelles. » De Sainte-Marguerite (altitude 120 m), elle devait grimper jusqu'à Ans-Plateau, soit un dénivelé de 70 m. C'était le premier tronçon, le plus difficile.
Ouvrage retentissant car il n'existait que 61 km de routes pavées en Belgique. Pour les travaux, formidables à cette époque, on fait appel aux riverains. Les travaux durèrent six ans. Cette chaussée, pavée, d'où son nom de pavêye, fut créée à hauteur d'Odeur vers 1717. Rectiligne, large de 5 m, Napoléon la fit border d'ormes afin de réduire le nombre d'accidents dus à l'éblouissement par le soleil couchant.
Au bout de quelques années, la circulation augmente : Liège envoie sa houille et les produits de ses fabriques, tandis que les commerçants de Hesbaye, Brabant et Campine y circulent transportant farine, fruits, animaux et autres marchandises. Les Odeurois, curieux et qui en ont le loisir, observent ce va-et-vient des charrettes et chariots, diligences et carrosses, voitures des rouliers et messagers. On y installe, des barrières de péage ; celle de Kemexhe-Odeur-Hognoul restera en service jusqu'en 1850.
La grand-route prendra de plus en plus d'importance avec l'avènement de nouveaux moyens de roulage et de transport : camions, voitures automobiles et autres autobus. Le tram à vapeur la longeait et faisait halte à la station d'Odeur, pour les navetteurs oeurois et le transport de marchandises.
Après le roulement alternatif des armées allemandes et alliées en 1914-18 d'abord, puis en 1940-45, la pavêye perdra son nom après son bétonnage de 1956 et sa mise à trois voies. Son dernier avatar est récent : en 1996-97-98, elle est macadamisée, remise à deux voies et on y aménagea sécurité des carrefours d'accès, dont deux à Odeur. En 2000, elle bénéficiera de l'égouttage et d'un nouveau revêtement, de pistes cyclables en 2002 et d'un rond-point en 2003.
Avec la création de l'autoroute E-40 Liège-Bruxelles et extensions, la grand-route a beaucoup perdu de son importance et la circulation est quelque peu réduite ce qui n'empêche pas des accidents spectaculaires.
En 1715, il n'existe en tout que 61 km de routes pavées en Belgique ; en 1739, Liège ouvre une route vers Bois-le-Duc, Limbourg hollandais ; en 1754, on établit une chaussée pavée de 35 km entre Namur et Louvain ; en 1767, une chaussée est construite vers Verviers et Spa ; en 1783, Liège relié à Herve pour compléter la chaussée Louvain-Aix-la-Chapelle ; enfin en 1789, il existera 1 000 km de chaussées pavées en Belgique.

### Le tram
Le tram a revêtu, avant la multiplication des voitures, une importance capitale pour les navetteurs qui devaient se rendre par ce moyen en direction de Liège, Waremrne ou Saint-Trond.
La mise en service de ces lignes est le résultat d'une longue aventure jalonnée de démêlés et de conflits entre l'administration et l'initiative privée, lutte qui commence en 1873.
Le 30 juin 1888, un arrêté royal accorde au sieur Sépulchre, pour une durée de 90 ans, la concession du chemin de fer à voie métrique Ans-Oreye, avec une extension vers le Charbonnage du Levant situé à Ans-Rocourt.
Les travaux de terrassement commencent au printemps de 1889 et la ligne pourrait être mise en service dès 1890, mais des conflits naissent entre les constructeurs et les entrepreneurs, avec les autorités militaires (proximité du fort de Loncin), si bien que l'ANS-OREYE verra ses travaux retardés, mais l'expérience acquise par plusieurs autres lignes vicinales entrées en service sera mise à profit par l'Ans-Oreye dont les installations et le matériel pourront s'inspirer.
Selon les habitudes de cette époque, on travaille avec esprit d'économie. Quelques terrassements, pratiquement aucun travail de génie civil. La ligne emprunte chaque fois qu'il est possible des chemins ou sentiers déjà tracés.
Beaucoup de spécialistes hesbignons (maçons, plafonneurs, paveurs, ouvriers métallos, etc.) occupés à Liège devaient, faute de moyen de transport adéquat, ou aller prendre le train à Momalle ou à Fexhe et passer les nuits de semaine en ville dans un logement d'occasion. Le tram allait enfin leur permettre de rentrer à la maison chaque soir.
Pour les voyageurs ordinaires aussi, le déplacement à Liège pour faire certaines courses était désormais facile. Le trajet durait alors moins d'une heure jusqu'au terminus de la Place Saint-Lambert. Le ticket coûtait 2 francs.

### Nom du village
Odeur ne s'est pas toujours appelé Odeur. Au fil des siècles, son orthographe a bien varié. On en trouve des exemples parmi les anciens textes. En wallon, Odeur est dit Ôdeû, et Odeur est la forme romane du nom aujourd'hui sorti de l'usage, Elderen, nom que portent deux villages limbourgeois contigus : s'Heeren-Elderen et Genoels-Elderen. Pour distinguer cet Elderen-Odeur des deux autres, on l'appelait jadis Odoir-le-Romans (s'Heeren-Elderen étant appelé Odoir-le-Tiexhe). L'homonymie des deux villages a produit de fréquentes confusions, aggravées encore par le fait que la famille de Hamal a fourni des seigneurs à Elderen (Limbourg) et à Othée, église-mère d'Odeur et que les seigneurs d'Othée tenaient en fief une partie de la dîme de notre Odeur.
Les avis des spécialistes[Lesquels ?] divergent sur l'origine du nom de ce village. Le savant étymologiste Grandgagnage suppose un Aldorium originel. P. Marchot suppose un primitif Aredurum[réf. nécessaire], syncopé en Ardurum puis dissimulé en Aldurum qui, de survivance éburonne, aurait désigné un ouvrage avancé défendant la place de Tongres. H. Grégoire propose[réf. nécessaire] de rapporter le nom d'Odeur à l'époque des Niebelungen et de l'expliquer par Aldrian, père de Hagen sans justifier le passage à Aldor… 
Le pluriel de la forme flamande s'explique par l'existence de deux villages limbourgeois, tandis qu'Aldor était le nom de l'ensemble des deux localités; Quelle que soit la forme primitive, il y a déformation par déplacement de l'accent tonique, soit en roman, soit en thiois, mais comment expliquer la syllabe finale longue de ôdeû ? Dans la graphie Odeur (Ôdeû), l' r ne serait-il pas adventice comme dans Tilleur (Tîleû), au contraire d'Angleur où l' r finale est conservée (Ongleûr).

## Population
| Année | Village   | Nombre de rues | Nombre d'habitants | Nombre de maisons |
| 1999  | Kemexhe   | 11             | 670                | 247               |
| 1996  | Fize-le-M | 11             | 543                | 203               |
| 1985  | Crisnée   | 10             | 569                | 188               |
| 2002  | Thys      | 10             | 412                | 163               |
| 2004  | Odeur     | 3              | 3…                 | 118               |
| ----- | --------- | -------------- | ------------------ | ----------------- |

### Évolution de la population
| 1581 | 1712 | 1840 | 1895 | 1930 | 1947 |
| ---- | ---- | ---- | ---- | ---- | ---- |
| 131  | 125  | 270  | 337  | 326  | 303  |

| 1965  | 1993  | 1998  | 2004  | 2008  | - |
| ----- | ----- | ----- | ----- | ----- | - |
| 2 115 | 2 298 | 2 505 | 2 712 | 2 906 | - |

## Histoire

### La seigneurie
Odeur était une seigneurie dépendant de la cour féodale de Liège. Les premiers seigneurs connus appartiennent à la famille chevaleresque de Villers-l'Évêque. Ils s'appelaient Libert ; Liboret est seigneur en 1306. Son fils, Johan de Dois-Villers (Jean de Deux-Villers) n'était pas seigneur de Villers-l'Évêque. Il régnait en 1347 et meurt avant 1374. Sa mère, Marie de Villers, épousa Gilles II Polarde, seigneur d'Odeur en 1359 et 1364, et seigneur d'Odeur et de Remicourt en 1386.
Leur fils, Jean Polarde, cité en 1368, eut une fille Marie qui épousa Jacquemin de Waroux en 1385. Un autre fils, Libert Polarde, seigneur et échevin d'Odeur en 1376 et en 1399, avait épousé Agnès de Roloux. Ils ont eu un fils, Libert d'Odeur, seigneur d'Odeur en 1410, en 1424, en 1437, en 1440. En 1418, est cité le damoiseau d'Odeur, Henricon, homme de fief de l'évêque. Son fils, Jean Polarde est seigneur d'Odeur en 1459 ; il meurt avant 1467.
Un relief de 1467 énumère la maison, « terre, haulteur et signeurie d'Odeur en Hesbain, terres, preis, cens, rentes, chapons, wedaiges, pasturaiges, four, brassines et touttes droitures, proufis et émolumens » appartenant au seigneur.
Un proche parent de ce Jean, Gilles Polarde, est dit seigneur d'Odeur en 1467 ; il épouse Aelis. Le Registre paroissial d'Odeur porte en 1883 : « L'an 1497 fut mis au registre l'anniversaire de Messir Gilles Poilant, jadis seigneur d'Odeur ».
La seigneurie est léguée vers 1476 à Arnould de Forvie (« En 1591, 15 septembre, le lendemain de Sainte-Croix, anniversaire Jacques de Forvy, signeur d'Odeur, pour lui et pour Arnuld, son frère, qui par avant avait été singneur »), vendue ensuite pour 600 carolus d'or à Thiry de Lynden, époux de Marie d'Elderen (nom de Odeur en Limbourg). Elle passa par mariage dans la famille des de Brandt. Ceux-ci la cèdent, en 1567 à Henry de Berlaymont, dit de Floyon, grand-maïeur de Liège. Vendue de nouveau en 1680 à Jean-Ernest de Surlet, archidiacre de Liège pour 10 500 florins, la seigneurie fut léguée par testament de 1713 du baron de Surlet aux de Liedekerke qui la gardèrent jusqu'à la révolution belge.
La prise de possession de la seigneurie est mentionnée avec des détails circonstanciés en 1749 : « Le nouveau seigneur, reçu à l'église, prend d'abord en main la corde de la grosse cloche; introduit dans le chœur, il est mis en possession de la clef du tabernacle. Après le Te Deum, il est conduit dans la salle du greffe de la cour de justice ; les membres de la cour se retirent; le seigneur les fait rappeler, puis ordonne de faire sonner la cloche pour convoquer les habitants aux plaids qu'il préside en personne. »
Les limites de la juridiction d'Odeur firent l'objet d'un dénombrement juridique le 14 juin 1762, par mandement du prince-évêque de Liège. En effet, la seigneurie avait été vendue en 1680 pour 800 bonniers mais, tout compte fait, on ne retrouva que 293 bonniers, soit à peu près la superficie actuelle du village d'Odeur. De fait, en 1680, on avait compris comme faisant partie de la seigneurie d'Odeur 500 bonniers d'héritages situés sur le territoire de Villers-l'Évêque, mais payant rente à la cour d'Odeur, « ...en ce réservé que ces 500 bonniers, héritaiges que sont de Naveroule sur le territoire de Villers-l'Évêque ne doinront point plait général ne aultres servitudes audit seigneur d'Odeur ». (HER)

### Code de justice et cour foncière
Le seigneur d'Odeur avait le droit de haute, moyenne et basse justice ; il nommait les membres de la cour locale de justice qui allait « à chef de sens » (en rencharge = pour confirmation) aux échevins de Liège. Les plaids généraux étaient fixés à la Saint-Remy, au jour des Rois (aile treme) et au lendemain de Pâques closes. Ils se tenaient sur la place du village, « au Trihay, où il y a une fresne planté à l'autre costé du floz ».
Le greffe était installé dans une pièce, à l'étage de la maison joignant la cure et qui fut occupée pendant plusieurs siècles par les Stassinet, dit Mélon ; et cette maison servait aussi de ferme (= cachot).
Le sergent de la cour de justice était généralement aussi chargé des fonctions de « forestier des champs » ou garde champêtre.
Les frères de l'Hôpital de Saint-Jean-de-Jérusalem possédaient à Odeur deux fermes et de nombreuses terres ; ils y avaient installé une cour foncière qui s'intitule « maire et tenans jurés delle court jurée de Chantraine condist de lospital de Haneffe, jugeant à lieu Dodeur en Hesbaing. »
Une des fermes des Hospitaliers se trouvait « droit à l'opposite du floxhe », l'autre, en vinablee de Glheldre ; les terres se montaient à plus de 20 bonniers. À Odeur, les chevaliers de Saint-Jean ont donné leur nom au cortil Spitlier (cortil des Hospitaliers) et Rennechon Lhoest, alias Tempyer, était vraisemblablement un de leurs tenanciers.
L'aumône de l'église Saint-Servais de Maastricht avait aussi une cour foncière à Odeur. Comme d'usage fonctionnaient aussi une cour des tenants de l'église (précurseur du conseil de fabrique) ; on possède un acte de 1482 de la cour du vesty à Odeur ; ainsi qu'une cour des tenans[Quoi ?] des communs pauvres (précurseur du Bureau de Bienfaisance).

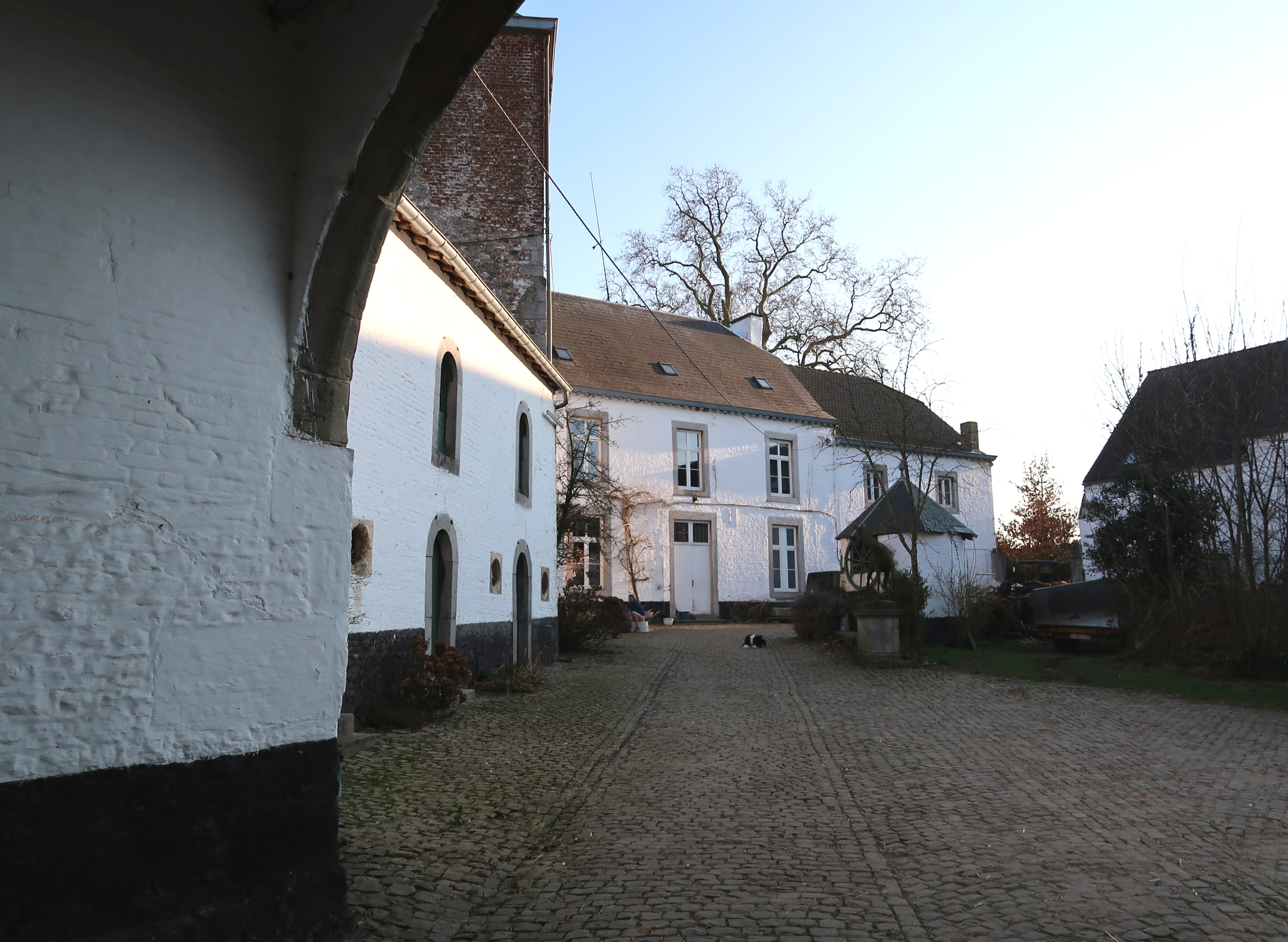
Château d'Odeur

Les redevances au seigneur se payaient primitivement par moitié, à la Sainte-Croix et à la Saint-André (par exemple en 1342 : « 3 deniers d'argent condist scovars de crenée, une mille moins, le borgois por dois souls, et li scovair por ointe deniers de rente por le üonier ») ; ensuite globalement à la Saint-André ou à la Chandeleur au plus tard selon l'usage courant dans les cours voisines.
Les rentes dues à la cour du vesty (curé) se payaient à la Saint-Étienne (« unk noirey de cens le jour delle St-Estienne »). Les redevances au Commandeur de Villers-le-Temple échaient à la Saint-Lambert.

### La «paix de Fexhe»
Par la « paix de Fexhe », en 1316, les Métiers sont arrivés à partager le pouvoir avec le Clergé et la Noblesse. Dorénavant, les villages ont pu nommer un maïeur. Officiellement, le châtelain devrait aider les plus déshérités par une sorte de Bureau des Pauvres, quand il y pense.

### La Révolution
Le territoire belge sera divisé en neuf départements coïncidant à peu près avec les limites des neuf « anciennes » provinces et Odeur fait partie du département de l'Ourthe, divisé en 36 cantons, dont le canton de Hollogne-aux-Pierres comptant 17 communes.

## Maires et bourgmestres

### Maires et maïeurs (avant leXVIesiècle)
- 1260 : Li Arbalestriers (Pauvres-en-I1e, no 11)
- 1306 : Jakemins li filhastres Pailhetial (Charte Saint-Martin-en-Ile)
- 1311 : Stasselet, fils naturel de feu le chev. Eustache de Villers (Sainte-Croix, I, 94)
- 1327 : Stasselet, le même (Charte Saint-Jean)
- 1335 : Colon le Mangon, de Villers (Aumône de la Cathédrale)
- 1340 : Bertrand de Villers (ST.L, Docum Fabrique)
- 1347 : Bertrand de Villers (Charte St-Martin-en-Île)
- 1348 : Bertrand de Villers (Gilo, fils de Borar d'Odeur, en féauté)
- 1351 : Bertrand de Villers (Jean, fils de Colon le Mangon, en féauté)
- 1359 : Eustache, fils du chevalier Libert de Villers (Saint-Jean I, 221)
- 1364 : Eustache, écuyer fils de feu Libert (Sainte-Croix I, 249)
- 1370 : Eustache, écuyer (Sainte-Croix I, 282)
- 1376 : Arnut Ferry de Villers (Sainte-Croix, I, 307)
- 1384 : Gérard Fastrelot, maïeur en féauté (Carmes-en-Île, 2, 68)
- 1389 : Renechon Weron d'Odeur, le Jeune (CJ. carton)
- 1400 : Renechon Weron d'Odeur, le Jeune,
- 1405 : Gikin, fils naturel de Gilles Polarde, maire en ce cas.
- 1414 : Coillet le Marixhal, (mayeur tant comme à ce) Saint-Denis I, 365.
- 1414 : Colet le Febvre (Charte Saint-Jean)
- 1415 : Colars le Mariscal (Sainte-Croix)
- 1422 : Gelekin, fils naturel de Gilles Polarde (Charte Saint-Jean)
- 1437 : Libert (Saint-Denis I, 366)
- 1441 : Jean Pirelin de Villers (Jean Rigault de Villers, submayeur)
- 1453 : Jean Pirkin (Messire Libert Danhery, chapelain de Saint-Denis, en féauté)
- 1458 : Collar le Fevre (ST.L. Docum Fabrique)
- 1472 : Encloses Pâques : Michel d'Odeur (ST.L. Docum Fabrique, 34)
- 1523 : Baudouin Collart (St. Jean, Novus liber stipalis, 218)
- 1552 : Stassinet Melon. (ibid. et fo1.226) (HER)

### Maires depuis la Révolution
| Période | Période      | Identité                                                             | Étiquette | Qualité                           |
| ------- | ------------ | -------------------------------------------------------------------- | --------- | --------------------------------- |
| 1790    |              | Renkin Adrien                                                        |           |                                   |
| 1907    |              | Sacré Eugène                                                         |           | réélu en 1915.                    |
| 1921    |              | Sacré François                                                       |           | démissionne en 1927               |
| 1928    |              | Genot Auguste                                                        |           | Mort en fonctions le 6 avril 1932 |
| 1932    |              | Leduc Jacques                                                        |           | réélu plusieurs fois              |
| 1958    | 1964         | Kersten Joseph, il présidera le dernier conseil d'Odeur le 27.2.1964 |           |                                   |
| 1965    | 1973         | Daniels Henri                                                        |           | Démission le 10.09.1973           |
| 1974    | octobre 1991 | Stassart Jean                                                        |           | mort en fonctions le 28.10.1991   |
| 1991    | 2000         | Vanmal Joseph                                                        |           | mort en fonctions le 5.7.2000.    |
|         |              | Philippe Goffin                                                      |           | réélu en 2006.                    |

## Patrimoine et culture

### Patrimoine architectural

#### L'église

##### La paroisse
La construction de l'ancienne église remonte au plus tard au XIIIe siècle et sa dotation aurait été assurée par le seigneur d'Odeur et ses habitants : ils payèrent de leur denier le premier curé connu, Robiers, vicaire perpétuel (cité dans une charte du 18 janvier 1282 de l'hôpital Saint-Mathieu).

##### L'ancienne église

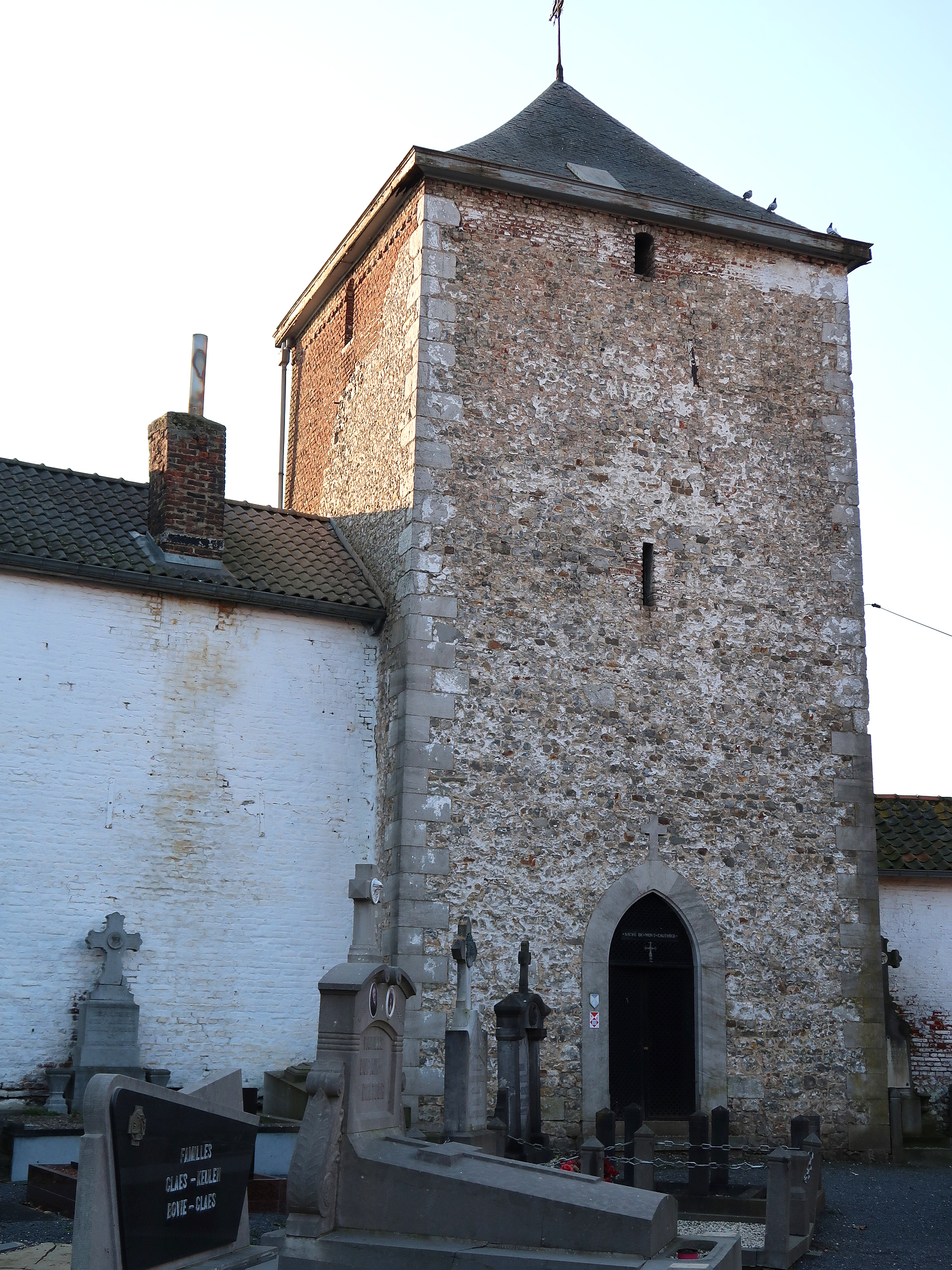
Tour de l'ancienne église

Sous l'impulsion du vesti (curé) et de ses ouailles, et avec l'aide du seigneur d'Odeur, on construisit une vraie église, en dur, en style roman. Elle fut placée sous le vocable de saint Séverin de Cologne, le quatrième évêque de Tongres. Comme patron secondaire on trouve mention de saint Félix. Il en fut question en 1414 « les terres sain Félix d'Odaur » et encore en 1590 « …doit le luminar S. Felix et S Severin ».
Les documents ont disparu qui détaillaient l'apparence de ce premier bâtiment. Il fut incendié en 1636 et reconstruit, plus grand, en 1638 ; il fut pourvu de deux cloches refondues la même année et nanti d'une pierre d'autel provenant d'un autel démoli à Saint-Servais à Liège. La toiture fut pourvue d'ardoises.
L'église était encastrée entre les bâtiments de la ferme Sacré. Sa tour dont on voit encore les vestiges dans le cimetière dut être réparée en 1719. En 1865, cette  église fut démolie et on n'en conserva que la tour revendue pour 500 F à l'abbé Sacré, enclavée dans sa propriété. Cette ancienne tour fut transformée en caveau de sépulture pour la famille Sacré.
L'église d'Odeur était une filiale de celle d'Othée, dite son « église-mère. » En 1628, les Odeurois sollicitent le privilège du primum et ultimum sacramentum à raison de la grande distance qui les séparait de l'église-mère; faveur qui leur fut accordée en 1761.
Des fonts baptismaux furent alors autorisés et placés à Odeur, encore depuis lors la filiale devait-elle chaque année à Pâques offrir un cierge à l'église-mère. Cependant les paroissiens d'Odeur avaient-ils dû précédemment être autorisés à faire baptiser leurs enfants à Kemexhe plus proche. (RP Kemexhe : actes de baptême de 1729 à 1755 relatifs à des enfants d'Odeur).
La paroisse d'Odeur fut en 1826 réunie à celle de Villers-l'Évêque et desservie par le vicaire de Villers jusqu'en 1833. En cette année l'église d'Odeur fut érigée en succursale. Elle était primitivement à la collation du curé d'Othée ; les revenus de la cure étaient de quarante muids d'épeautre. Chaque ménage devait deux pains au curé « à deux jama, assavoir à Pasque et à Noié. » En 1590, dix ménages paient cette redevance, les autres sont trop pauvres.
La dîme d'Odeur était un fief mouvant en 1307, de Jean de Grules, chevalier, plus tard des seigneurs d'Othée. Elle était tenue en fief en 1307 par Eustache le Franchomme de Hognoul qui fit accord à cette date avec le couvent de Herckenrode : celui-ci possédait sur la dîme une rente de 66 muids qu'il vendit en 1324 à Jean de Flémalle, échevin de Liège. En 1349, Henri de Flémalle fait transport de cette rente au chapitre de Saint-Lambert.
Saint-Lambert possédait à Odeur 66 muids d'épeautre sur la dîme grosse et petite, et sur la dîme de 13 bonniers de terre appartenant à la dotation de l'église d'Odeur. (d'après le Stock de Hesbaye).
Catherine, femme d'Eustache le Franchomme, vendit au chapitre de Saint-Denis une rente de 20 muids sur la moitié de la dîme d'Odeur, en réservant les 32 muids que le chapitre possédait sur cette dîme. En 1405, Ghis de Slins, demeurant rue du Pont-d'Ile, relève la moitié de la dîme d'Odeur par succession de Wautier Bierte son père.
La délimitation des dîmages était affaire très complexe car elle ne coïncidait pas exactement avec celle des seigneuries. (HER)

##### La nouvelle église
Au milieu du XIXe siècle, l'ancienne devenue de dimensions insuffisantes, le conseil de fabrique décida la construction d'une nouvelle église. Toutes autorisations obtenues, la fabrique fit confectionner cinq cent mille briques dans le jardin de la cure avoisinant l'emplacement choisi pour le nouveau temple, non loin de l'ancien, à l'endroit où on la voit aujourd'hui. L'architecte Blondeau dressa les plans : un vaisseau à trois nefs de cinq travées et un chœur avec chevet polygonal ; la construction fut adjugée 35 700 F et les travaux commencèrent en février 1865. Cette église, en style néo-gothique, a été construite non loin de l'ancienne et consacrée le 19 juillet 1869, par Théodore de Montpellier, évêque de Liège.
Le 23 octobre 1792, Jean-Charles Wipeur, curé et neveu du précédent, fut expulsé par la révolution liégeoise. Il est réintégré ultérieurement dans sa cure.

## Enseignement

### Écoles et enseignants
Après plusieurs bâtiments qui accueillirent les écoliers kemexhois et peut-être quelques odeurois, une nouvelle école, commune aux enfants d'Odeur et de Kemexhe, fut construite dans la même rue d'Odeur, à mi-chemin entre les deux villages. Ce bâtiment, d'architecture typique de l'époque, existe encore aujourd'hui.
Auguste Tombeur fut le premier instituteur (connu) des enfants d'Odeur qui se rendaient à l'école communale commune aux deux villages de Kemexhe et d'Odeur. On ne sait rien des relations qui existaient entre les écoliers des deux villages. Auguste Tombeur y fonctionna jusqu'à sa démission le 31 décembre 1872. Il eut comme sous-instituteurs : du 22 mars 1870 à septembre 1871 Honoré Jacquemin, né à Vance en 1848, diplômé de Virton, du 3 septembre 1871 à octobre 1871 Florent Cerfaux, de Vitrival (Namur), diplômé de Malonne.
François Borsu fut aussi un autre sous-instituteur d'Auguste Tombeur, depuis le 8 octobre 1871 jusqu'à son décès le 9 août 1876 à l'âge de 25 ans… Il provenait de Pousset.
Entre-temps, la commune d'Odeur était désireuse d'avoir sur son territoire sa propre école primaire. Un bâtiment fut construit qui rassemblait l'habitation de l'instituteur, une salle communale et une pièce pour l'école.
Le premier titulaire de l'école communale d'Odeur, Jean Guillaume Dupain, qui était originaire de Grandville, y est né en 1852. Il mourut le 17 janvier 1908, à peine âgé de 56 ans. Le 16 décembre 1895, Joseph Donnay, nommé intérimaire, était diplômé de Nivelles, domicilié à Momalle, à partir du 17 décembre.
Fernand Franck, diplômé de St-Roch, de Hody, est intérimaire à partir du 16 février. Marie Élisabeth Deltour, née à Thys le 15 février 1863, est nommée maîtresse de couture le 15 décembre 1881 et ne donne sa démission que le 3 août 1923. Ensuite Irma Jacobs-Moyse (née à Lens-sur-Geer le 2 janvier 1913) travaille 5 heures par semaine. Le médecin inspecteur est alors Nicolas Genot d'Othée.
Le titulaire Jean Guillaume Dupain cumule ses fonctions avec celles de secrétaire communal et d'organiste pendant de longues années. Il est remplacé le 25 janvier 1908 par Clémence Dupain, sa fille, née à Odeur et diplômée de l'École normale de Liège le 27 juillet 1902.
Le 30 octobre 1929 est proposé le dédoublement de l'école primaire communale pour la raison que la population scolaire a atteint 52 élèves en 1924-1928. Le 1er janvier 1930, le dédoublement est autorisé par le gouverneur.
Le 3 février 1930, le Conseil élit Jean Botty né à Oreye le 24 avril 1905, diplômé de Theux qui entre en fonctions le 1er mars 1930. Il démissionnera le 26 juin 1954. Retraité à Oreye, il y est décédé en 1987. Le 3 juillet 1954, Suzanne Dupain, née le 13 janvier 1922 et nièce de l'institutrice, est nommée à Odeur et elle entrera en fonctions le 1er septembre 1954. Elle enseignera à Odeur jusqu'en 1965, 
Le 1er septembre 1965, en raison de la fusion des communes de Crisnée, Thys, Fize-le-Marsal, Kemexhe et Odeur, les écoles primaires communales des cinq villages ne sont pas vides : en attendant la construction de la nouvelle école à Fize, instituteurs et élèves sont transférés comme indiqués ci-dessous, sauf à Thys, dans les « anciennes » écoles communales.

## Économie

### Transports

#### Train, bus
Si au point de vue routier le village (sauf les habitants sur la N3) n'a vraiment pas à se plaindre avec cette grand-route, la chaussée-verte et l'accès tout proche à l'autoroute, il est moins bien loti pour ses transports ferroviaires.
Au milieu du siècle passé, faute de moyens de transport, ses ouvriers spécialisés (paveurs, maçons, plafonneurs, mineurs et ouvriers métallos) devaient, pour se rendre vers la banlieue liégeoise, y aller à pied, sinon aller prendre le train à Ans, à Momalle ou à Fexhe. Ils partaient pour toute la semaine, emportant leurs vivres pour six jours — Treus d'vant èt treus podrî, disaient-ils - (trois devant et trois derrière) et ils devaient chercher sur place un logement d'occasion.
Après la locomotive à vapeur vint le train électrique. Pas assez rapides : le TGV qui passe loin d'Odeur, au-delà de l'autoroute, et le Thalys qui rogne une demi-heure sur le trajet Liège-Bruxelles, mettront Liège à 2 h 30 de Paris. Machines pratiques si on se donne la peine d'aller les prendre à Liège-Guillemins dans l'ultramoderne nouvelle gare. Cela en attendant le développement du Transrapid allemand à suspension magnétique qui foncera, dit-on, à 400 km/h.
Les déplacements des Odeurois allaient avec le temps devenir moins compliqués. La ligne vicinale Ans-Oreye est mise en service le 1er juin 1890 dans des voitures au confort réduit traînées par une grosse locomotive verte à vapeur. La ligne qui s'étirait sur 16 km partait de la gare d'Ans, desservait Alleur et sa sucrerie, Xhendremael, Othée et Villers, repassait sur la grand-route au Bouhon, venait à Odeur, allait vers Crisnée et Thys pour rejoindre Oreye où un petit dépôt était organisé en terminus. Cette ligne permettait, outre l'acheminement des ouvriers et des voyageurs vers Liège, le transport des marchandises (pierrailles, charbon, animaux de boucherie) et particulièrement des betteraves sucrières vers la sucrerie d'Oreye d'abord, puis à la râperie de Crisnée au temps de la fabrication.
Dès 1892, la SNCV avait mis en service la ligne Waremme-Oreye, en 1893 la OreyeSaint-Trond et, dès octobre 1900 la ligne Hasselt-Oreye. Exploitée au départ par une entreprise privée SA des Chemins de fer Ans-Oreye et extensions, cette ligne sera reprise en 1929 par la SNCV qui, le 15 juin 1936 inaugurera la ligne électrique directe Liège-Oreye-Saint-Trond. Ces trams électriques disparaissent à leur tour le 20 décembre 1959 et sont remplacés par des autobus, de la SNCV d'abord, puis de la TEC en 1990.
Odeur est aujourd'hui desservi par les autobus du TEC. Le terminus de Liège sur la place Saint-Lambert est distant d'Odeur de moins de trois-quarts d'heure. Et le transport est gratuit pour les plus de 65 ans. (HER) (ED) (CHR.LM)